# Love, Death & Robots
Love, Death & Robots är en amerikansk animerad thrillerserie vars första säsong hade premiär den 15 mars 2019. Första säsongen bestod av 18 avsnitt. Serien har blivit förnyad med en fjärde säsong. Serien är skapad av Tim Miller, som också medverkat i skrivandet av seriens manus.

## Handling
Serien kretsar kring vad orden i titleln anger, det vill säga kärlek, död och robotar även om alla tre ingredienser inte förekommer i samtliga avsnitt. Varje episod är fristående från tidigare avsnitt med ny rollbesättning.